# 大倉御所
座標: 北緯35度19分28.0秒 東経139度33分40.3秒 / 北緯35.324444度 東経139.561194度

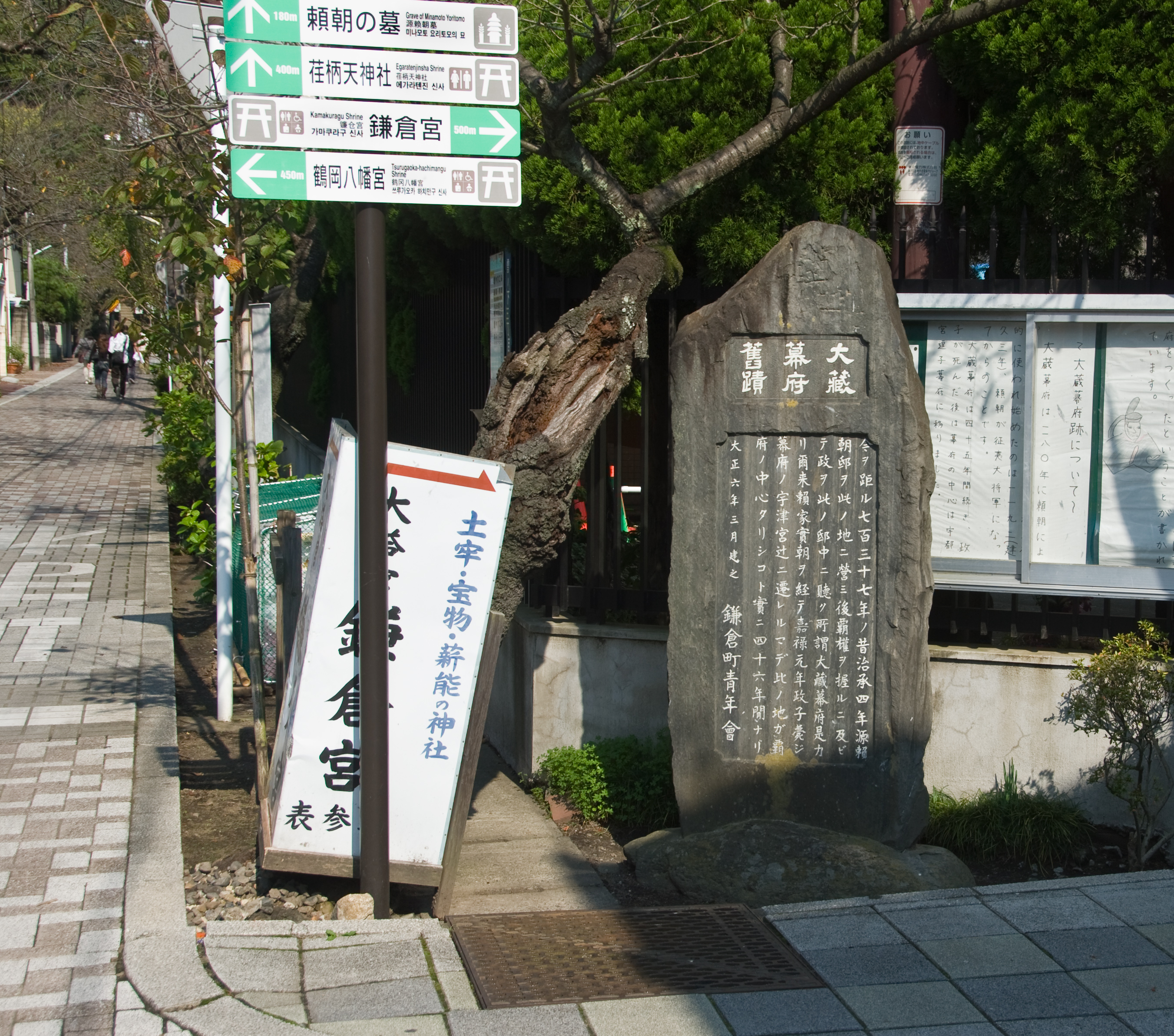
大蔵幕府跡舊跡碑（清泉小学校前）

大倉御所（おおくらごしょ）、または大蔵御所・大倉幕府（おおくらばくふ）は、鎌倉時代の相模国鎌倉大倉郷、現在の神奈川県鎌倉市二階堂・西御門・雪ノ下3丁目一帯にあった源頼朝の邸宅。治承4年（1180年）から承久元年（1219年）までの39年間、あるいは嘉禄元年（1225年）までの45年間、鎌倉幕府将軍（鎌倉殿）の御所であった。

## 沿革
現在の清泉小学校とその周辺の住宅街が所在地とされており、遺跡（埋蔵文化財包蔵地）としては「鎌倉市No.253 大倉幕府跡」および「No.49 大倉幕府周辺遺跡群」と呼ばれている。市街地化しているうえ、鎌倉時代初頭の遺構検出面までの深さが3メートルもあるため、大規模ではないが断続的な発掘調査が行われている。発掘調査により、御所の東端は、現在の清泉小学校東辺にあたる東御門川（暗渠化）で、西端は横国大附属鎌倉小学校の校舎と校庭との境（暗渠化した西御門川が流れている）であることがほぼ確定しており、御所を囲む大溝（堀）や大型柱穴列、掘立柱建物跡等の遺構が検出されている。
源頼朝は治承4年（1180年）8月に挙兵し、10月に鎌倉入りして拠点を大倉に定め、大庭景義を担当として新たな館の建設が行われた。当初は父・源義朝の屋敷があった亀ヶ谷が候補地であったが、手狭であり義朝の菩提を弔う寺院もすでに建てられていた事から、大倉の地（東西約270メートル、南北約200メートル程度の方形の敷地）になったという。この地が選ばれたのは、大倉が鎌倉の外港六浦と鎌倉を結ぶ六浦道沿いの地であった事と、四神相応の地であった事があげられる。
廊内（敷地内）には、寝殿、対屋、侍所、厩などがあり、東・西・南・北に門がある一般的な貴族の寝殿造であった。頼朝配下が控えていた侍所は貴族の邸宅のそれの2倍の大きさの18間（約37.8メートル）、厩は15間（約31.5メートル）で奥州の名馬30頭を収容できる規模であり、武家の総帥の邸宅としての特徴が見られる。そしてその近辺には御家人の宿館が立ち並んでいた。御所内には御寝所などの私的な区域と、公的な区域があり、政務は問注所や評定を行う西中門廊、内厩侍上などで行われた。
頼朝は同年12月12日に上総広常の邸を出て、完成した新亭に入る儀式が行われた。多くの武士たちがこれに従い、出仕の場である侍所には311人が2列に居並び、侍所別当に任じられた和田義盛が帳簿に出欠を記録した。『吾妻鏡』は「これから以降、東国の人々はみな、頼朝の徳ある道を進むのを目にして、鎌倉の主として推戴することになった」と記している。それまで鎌倉は漁民や農民のみが住む辺鄙な所であったが、この時に道を整えて村里に名前をつけ、家屋が建ち並ぶようになったという。
大倉御所は、建久2年（1191年）3月4日、建保元年（1213年）5月2日に焼失し、そのたびに同一敷地に再建されたが、承久元年（1219年）12月24日の焼失後は再建されず、その後の将軍御所は北条義時大倉亭内南方の二階堂大路仮御所（1219年〈承久元年〉 - 1225年〈嘉禄元年〉）を経て、宇津宮辻子御所（1225年〈嘉禄元年〉 - 1236年〈嘉禎2年〉）、若宮大路御所（1236年〈嘉禎2年〉 - 1333年〈元弘3年〉）と4転している（松尾剛次説）。ただし『鎌倉市史 総説編』は承久元年（1219年）以降にも一旦再建されたとする説を採っている（市の公式サイトも仮御所の期間を数に含めていない）。この問題は北条義時と姉・政子、そして三浦義村の三者間の政争でもあった、貞応2年（1223年）正月から翌年にかけての将軍御所の敷地拡張問題を巡る『吾妻鏡』の解釈にも影響を与えている。